# JR 후쿠치야마선 탈선 사고

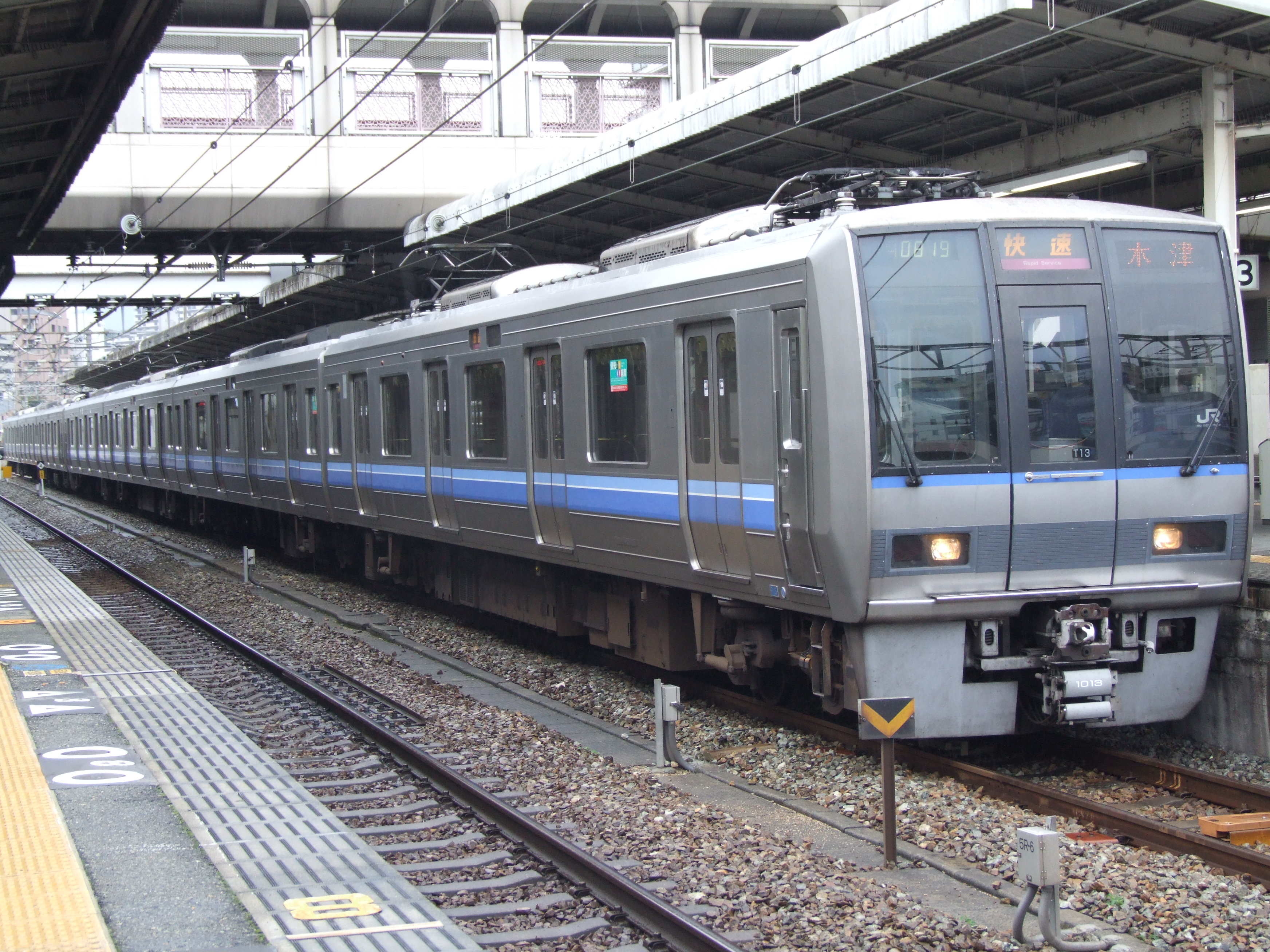
사고 차량과 동형의 207계 전동차(동형은321계 도입 시 도장이 변경되었다.)

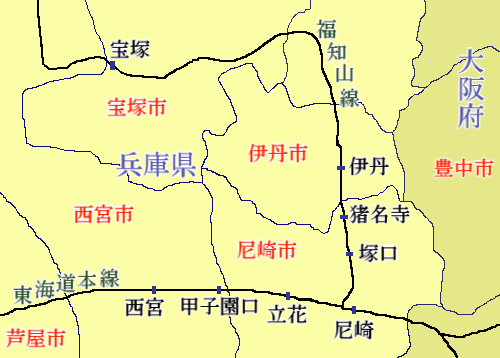
JR 고베 선(도카이도 본선)·후쿠치야마 선의 다카라즈카 역·아마가사키 역 부근 노선도

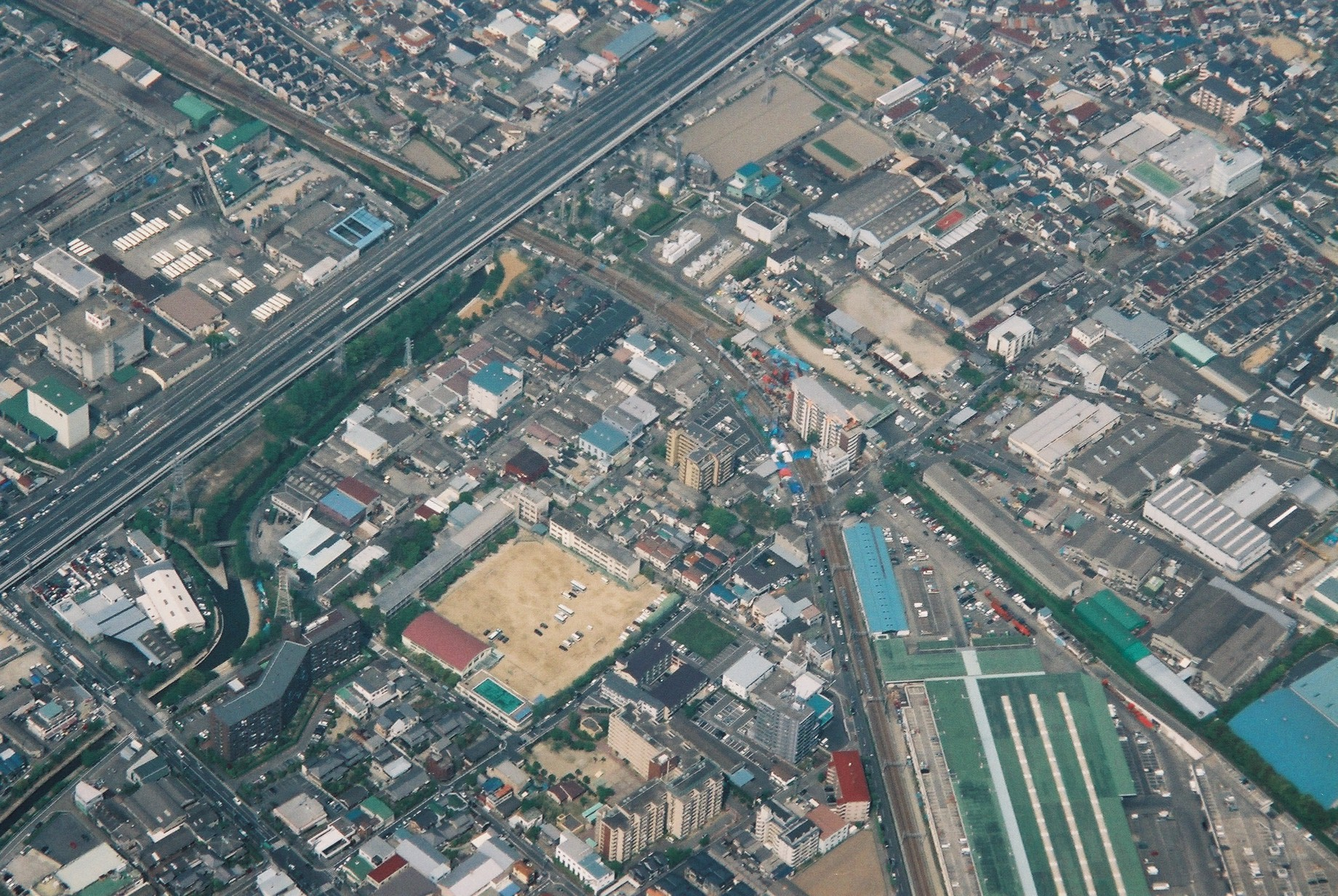
사고 4일 후의 현장(주위가 파란 비닐 시트로 덮여 탈선 차량이 남아 있음 2005년 4월 29일 촬영)

JR 후쿠치야마선 탈선 사고(일본어: JR福知山線脱線事故 제이아루후쿠치야마센닷센지코[*])는 2005년 4월 25일에 서일본 여객철도(JR 서일본)의 후쿠치야마선(JR 다카라즈카선) 쓰카구치역 - 아마가사키역 간에 발생한 열차 탈선 사고이다. 승객과 기관사 모두 107명이 숨지고 562명이 다쳤다.
덧붙여 JR서일본에서는, 「후쿠치야마선 탈선 사고」가 아닌 「후쿠치야마선 열차 사고」라고 호칭하고 있다. 언론 등에서는 JR 다카라즈카선 탈선 사고나 아마가사키 JR 탈선 사고 등으로도 호칭된다.

## 개요
사고는 9시 18분경, 효고현 아마가사키시의 JR 후쿠치야마 선에 있는 반경 300m의 우측 커브 구간(쓰카구치 역을 1 km 지난 지점/아마가사키 역을 약 1.4 km 앞둔 지점)에서 발생했다.
사고 열차는 다카라즈카 역에서 가타마치 선 도시샤마에 역까지 운행하는 상행 쾌속 전동차(3량, 4량 병결 편성)로 아마가사키 방면 선두 5량이 탈선했다. 선두 2량은 선로 가의 9층 맨션 건물에 충돌하여 형체를 알아볼 수 없을 정도로 대파되었다. 열차에는 사고 발생시 주변 열차에 비상사태를 알리기 위한 열차 방호 무선 장치가 탑재되어 있었으나 탈선에 의해 전력공급이 끊겨 해당 열차 차장이 조작한 방호 무선은 동작하지 않았다. 그런 사태에 대비하여 준비된 예비 전원 변환 수동조작 방법은 승무원에게 철저하게 교육되어 있지 않았고, 결국 사고 열차는 방호무선을 발령하지 못했다. 사고 당시 하행선에는 신오사카 발 키노사키 온천(城崎温泉)행 특급 '기타킨키(北近畿)'가 접근 중이었으나 사고를 목격한 인근 주민에 의해 옆에 있던 건널목의 비상버튼이 눌려 특수신호발광기가 점등되었고 이에 기관사가 이상을 감지, 대략 100m 앞에서 정차하여 방호무선을 발령했기 때문에 이중 사고라는 최악의 사태는 피할 수 있었다. 이 비상버튼의 작동으로 사고발생 직후 JR서일본은 역 구내 등에서 '건널목 사고'라는 안내를 반복하고 있었다. 전동차가 충돌한 지점의 가선 기둥은 주행하고 있던 선로의 반대측(곡선의 바깥 쪽)에만 있는 방식이었기 때문에 붕괴되지 않았다.
덧붙여 현장의 커브는 상행선은 원래 직선 구간이었지만(맨션 앞의 도로가 선로였음), JR 도자이 선 개업과 동시에 하행선과 같은 경로로 변경되었다.
사고 당시 열차는 앞부분의 4량 편성과 도중역인 가타마치 선 교타나베역에서 분할할 예정인 3량 편성을 병결한 7량 편성으로 운행하고 있었다. 1·4·5·7호차에 열차의 운행상태를 기록(비상제동 작동 전후 5초간)하는 '모니터 제어장치'가 설치되어 있었고, 사고 후 항공·철도사고 조사위원회가 이것을 해석하였는데, 앞에서 5호차(후부 3량 편성의 선두 차량)와 7호차에 설치되어 있던 장치에 108 km/h라는 기록이 표시되어 있었다. 다만, 이것이 곧 탈선시의 속도라고는 할 수 없다.
선두차량이 탈선에 의해 급감속하여 잭나이프 현상이 발생하였고, 재편성 작업을 쉽게 하기 위해 볼트와 너트를 연결된 구조였던 연결기 부분이 꺾여 접히는 바람에 연쇄추돌이 발생하여 피해가 확대된 것으로 추측된다. 사고 당시 차량 맨 앞의 선두부는 편륜주행으로 왼쪽으로 기울어지면서 가선 기둥에 접촉하여 그대로 직진, 맨션 가의 입체 주차장과 거기에 있던 승용차와 함께 1층의 주차장 부분으로 돌진하여 벽에 충돌했다. 2번째 차량은 선두차량과 같이 편륜주행 끝에 맨션에 차체 측면으로 충돌하였고 3번째 차량이 2번째 차량에 추돌하면서 건물 모퉁이에 달라붙은 모습으로 대파되었다. 3호차는 2호차와 4호차에 상행 방향(아마가사키 방면)을 앞뒤가 거꾸로 된 상태로 비스듬하게 차단하며 정지했다. 4호차도 3호차를 사이에 두고 하행 방향(후쿠치야마 방면)의 선로와 서쪽 길의 반을 비스듬하게 차단한 상태로 각각 정지했다.
사고 발생 당초에는, 사고 차량의 2호차가 1호차로 오인되어 있었고, 1호차는 발견되어 있지 않았다. 이후, 원래 있어야 할 차량의 수와 목시로 확인할 수 있는 차량수가 일치하지 않았고 1호차의 존재가 확인되어 있지 않았기 때문에 수색이 실시되어 발견되었다. 차량 가운데, 앞부분 Z16편성의 4량은 사고 당일 폐차수속이 완료되었다. 사고가 발생한 주차장 주변에 휘발유 유출이 확인되었기 때문에, 피해자의 안전을 위해 버너나 전동 커터를 이용하지 못해 구조작업은 난항을 겪었다. 3호차부터 차량 해체 작업이 동시에 실시되었으며, 모든 작업은 3일 후인 4월 28일 종료되었다. 사고 차량은 자유석 방식의 통근열차였기 때문에 탑승했던 정확한 승객 수는 확정되지 않았다.
사고가 발생한 반경 300m짜리 곡선 구간의 제한속도는 사고 후에 70 km/h에서 60 km/h로, 곡선구간에 직전의 직선 구간의 제한속도는 120 km/h에서 95 km/h로 각각 변경되었다.

### 피해
주민에 대한 2차적 피해는 없었지만, 직접적인 사고의 희생자는 사망자 107명(기관사 포함), 부상자 562명으로 전대미문의 대참사가 되었다. 이는 일본의 철도사고 사상 7번째로 많은 사망자가 발생한 것이다. 희생자의 상당수는 1호차와 2호차에서 발생했다. 기관사는 압사, 승객 사인의 4할은 두부(頭部)손상이었으며 질식이나 다발 외상·좌멸 증후군도 확인되었다.
이후 사고로는 부상당하지 않았던 승객이나 맨션 거주자, 구조작업에 참가한 주변 주민들도 외상후 스트레스 장애(PTSD)를 겪는 등 큰 영향을 미쳤다.
사고 당시 맨션에는 47세대가 거주하고 있었지만, 붕괴 가능성을 고려하여 JR서일본이 준비한 호텔 등으로 피난했다. 이후에도 2세대가 남아 있었지만 2005년 8월 상순까지 모두 이주했다.

### 대응
한신·아와지 대지진(고베 지진)의 경험이 활용되어 신속한 대응이 이루어졌다. 사고 발생 당시 가장 먼저 구조에 나선 것은 인근 주민이나 기업이며, 기업 중에는 공장 가동을 일시정지하고 참가한 곳도 있었다. 부상자의 반수 가까이를 주민이나 기업이 의료 기관에 반송하였으며, 후에 구조·구원 활동 공적을 기리기 위해 2005년 7월 76개 기업·단체와 개인 1명에 대해 정부로부터 감사장이, 8월에는 48개 기업·단체와 개인 34명에 효고현경으로부터 감사장이, 9월에는 32개 기업·단체와 개인 30명에 대해 아마가사키 시로부터 감사장이 각각 수여되었다. 또, 11월에는 자사의 업무를 모두 정지시키고 구조활동·부지 내를 활동거점으로서 구조에 임한 기업과 2차 재해 회피를 위해 선로 내에 들어가 반대편 열차에 이상을 알린 개인 1명에 대해서 훈장이 수여되었다.

## 항공·철도사고 조사위원회에 의한 원인의 특정
일본 항공·철도사고 조사위원회(이하 사고조)는 2006년 12월 20일 사고의 원인은 '기관사가 무선 교신에 정신을 빼앗겨 제동조작이 늦어 70 km/h 제한인 오른쪽 커브에 116 km/h로 진입했기 때문'이라는 사실 조사보고 제안서를 공표했다. 사실관계에 대한 기술만으로 300페이지를 넘어 일본의 사고 조사 보고서로서는 사상 최대의 분량이 되었다.
사고조는 JR 서일본측의 반론 등을 듣는 공청회를 연 뒤 재차 사고 조사보고 서안을 제출하여 수리되었고, 이후 2007년 2월 최종보고서를 정리했다.
2007년 6월 위원회는 기관사가 사고 직전에 범한 오버런으로 징계 처분받을 것을 우려하여 차장의 무선교신에 정신을 빼앗긴 나머지 현장의 커브에서 제동이 늦었다는 결론을 냈다. 그리고 사고의 배경에 'JR 서일본의 기관사에 대한 징벌적인 일근교육이나 징계가 있다'고 하여 JR 서일본의 기업체질을 비판하는 최종보고서를 공표하여 2년에 걸친 사고 조사가 종료되었다. 사고 조사위원회가 사고 원인에 대해 기업체질의 문제를 언급하는 것은 극히 이례적인 일이었다. 최종보고를 받아 사고 원인에 대해 사고조에 감정을 의뢰했던 효고현경은 형사책임 추궁을 위해 수사를 본격화한 상태다.

### 탈선의 원인
사고 열차는 이타미(伊丹)역을 오전 9시 16분경에 출발한 후, 70 km/h 제한인 현장 오른쪽 커브(반경 304 m)에 116 km/h 로 진입했다. 이 때, 기관사는 커브 진입 직후 상용 제동 1단, 3~4단째를 약 0.2초, 5단을 약 0.8초, 6단을 약 0.2초, 7단을 약 2.4초째에 각각 사용하여 105 km/h 로 감속한 단계에서 상용 최대제동인 8단을 사용했다. 그러나 이 때에는 벌써 우측 차륜이 원심력으로 공중에 뜬 상태가 되어 9시 18분 54초경 1호차가 왼쪽으로 전도하듯이 탈선했다. 그리고 이어서 2~5호차가 탈선했다.
브레이크 레버가 비상제동 위치에 있는 상태로 발견되었지만, 주행중에 비상제동을 조작한 흔적이 없었기 때문에 이것은 사고 충격에 의해 레버가 움직인 것으로 보인다.
JR 서일본은 당초 현장 커브의 전복한계속도가 133 km/h 라고 공표했으나, 이것은 공차(空車)상태를 가정한 것이었으며 좌우동(左右動)도 고려하지 않은 것이었다. 사고조는 현장과 같은 반경 304m의 오른쪽 커브에서 당시와 같은 '1호차 93명, 2호차 133명 승차'라는 조건으로 시뮬레이션을 거듭한 결과, 열차의 좌우동도 고려할 경우 전복한계속도는 106 km/h였다고 판정했다. 이에 따라 사고는 단순한 속도초과에 의한 횡전(橫轉)탈선으로 판명되었다.

### 기관사의 행동
사고조는 당초부터 기관사의 심리가 큰 영향을 주었을 가능성에 주목하고 있었다. 보고서에서도 기관사와 차장의 행동에 대해 상세하게 기술하고 있다.
기관사는 전날 근무를 끝낸 후 하나텐 출장소(히가시오사카시)에서 숙박하였고, 2005년 4월 25일 오전 6시 8분에 점호를 받아 승무를 개시했다. 8시 31분, 사고 차량인 아마가사키 발 다카라즈카 행 회송 전동차에 탑승했다.
1. 8시 23분경, 가시마(加島) 역 직전의 커브 앞에서, 속도 초과에 의해 ATS에 의해 브레이크 작동.
2. 8시 54분, 다카라즈카 역 앞의 분기기(40 km/h 제한)에 65 km/h로 진입하여, ATS(자동 열차 정지 장치)에 의한 비상제동으로 홈 약간 앞에 정차한다. 게다가 지령원의 허가가 필요한 ATS 복귀 취급을 무단으로 행하여 발차.
3. 8시 56분, 다카라즈카 역 구내에서 재출발 후 다시 ATS가 작동하여 정차한다.
4. 9시 전, 다카라즈카 역 정차중, 진행방향 전환을 위해 차장이 아마가사키 쪽 1량째에서 7량째로 이동. 이 때 기관사는 신속히 반대편 운전석으로 이동해야 했지만, 평균의 3배 가까운 2분 50초나 차내에 머물렀다. 교대를 위해 온 차장은 밖에서 기다리고 있었지만, 기관사는 아무것도 하지 않고 낙담하고 있었다.
5. 겨우 밖으로 나온 기관사에게 차장이 직전의 정차에 대해 "P(ATS-P)로 멈춘거야?"라고 묻지만 무엇인가 불쾌한 듯이 무시한다.
6. 9시 1분경 전동차 재기동시 원래는 기관사가 사용할 일이 없는 시험 무선 버튼을 특수 조작(차장과 종합사령소 간의 교신을 들을 수 있는 비법으로서 기관사 사이에 알려져 있었다)하여 무선 시험신호를 지령소로부터 수신받는다. 다카라즈카 역 구내에서의 ATS 작동은 보고 의무가 있기 때문에 차장이 종합사령소에 보고하는 내용을 들으려고 했을 가능성이 있다.
7. 도시샤마에 행 쾌속 열차로 15초 지연된 9시 4분 00초에 다카라즈카 역을 출발.
8. 9시 15분경 이타미(伊丹) 역 정차시 정차위치 643m 앞을 113 km/h로 주행 중 첫 번째 정차 경고인 "정차입니다, 정차입니다"라는 경보음성이 동작하지만 제동조작을 하지 않는다. 468m 앞에서 두 번째 정차 경고인 "정차, 정차"라는 경보음성을 듣고 제동을 체결하지만, 정차위치를 72m 넘겨 오버런.
9. 이타미 역을 1분 20초 지연된 9시 16분 10초에 발차. 124~125km/h까지 가속한 후 타성운전.
10. 차장이 '다음은 아마가사키'라고 안내를 시작했을 때 차장을 차내 전화로 불러 "봐주실 수 없습니까?(줄여주실 수 없습니까)"라고 의뢰했다. 이에 차장이 "너무 많이 갔는데(조금 넘어갔던 것으로 보고하라고)?"라고 대답하자 다시 "봐주실 수 없습니까?"라고 재차 요구했다. 그 순간 승객이 차장을 불러세워 오버런의 사과 방송을 요구하여 전화가 끊긴다.
11. 사과 방송 후, 9시 18분 차장이 종합사령소를 열차 무선으로 호출하여 오버런의 보고를 시작한다. 이때 2단 제동이 잠깐 사용된다.
12. 차장 "네, 지나쳤습니다. 하지만 대략 8m 더 가서…" 이 말 사이에 제동 개시 기준인 메이신 고속도로 고가교 아래를 통과하지만 제동 조작은 없었다.
13. 차장과 종합사령소 사이의 회화가 사고현장의 커브까지 계속된다.
14. 종합사령소가 "그러면, (사고 열차의)기관사 응답할 수 있습니까"라고 묻는다.
15. 같은 시각 열차가 사고현장의 커브에 116 km/h로 진입. 처음으로 제동조작을 시작하지만 탈선.

기관사의 심리적 영향은 다카라즈카 역 구내에서 ATS에 의해 정지한 8시 54분 무렵부터 이미 있었을 것으로 추측된다. 다카라즈카 발차 후 차장의 보고를 무선으로 청취하다가 이타미 역 앞의 두 번의 경보 음성을 듣지 못해 이타미 역을 오버런 했다고 생각할 수 있다.
기관사는 사체 발견 당시 오른손의 장갑을 벗고 비닐 케이스로도 쓸 수 있는 특수한 빨강 연필을 꺼내고 있었다. 또한 기관사는 특수한 무선 조작을 통해 차장의 회화를 몰래 엿듣고 있었으며, 무선 통화가 시작된 뒤 사고현장의 커브에 접어들 때까지 약 40초간 아무런 운전 조작을 하지 않았다.
이러한 정황으로 사고조는 기관사가 통화내용을 메모하려 하고 있었으며, 때문에 원래 제동을 걸어야 할 지점에 접어들어서도 제동조작을 전혀 실시하지 않았다고 결론지었다. 커브 진입시의 제동조작에 놀란 모습이 없이 평상시처럼 습관적으로 행했다고 생각되며, "기관사는 전동차가 기운 후에도 당황하지 않았다"라는 승객의 증언으로 보아 기관사는 사고 순간까지 위험을 인식하지 못하고 사고가 발생한 커브 구간도 사고 당시의 속도로 통과할 수 있다고 생각하고 있었을 것이라는 의견도 있다.

## 사고의 간접적인 원인
이 사고에 대해 많은 문제가 지적되었다.

### 서일본여객철도의 경영상의 문제
- 제2차 세계 대전 전의 일본 철도성 시대부터 병행하는 간사이 사철 각사와 격렬한 경쟁관계에 있다. 그 후 국철 오사카 철도 관리국 시대에는 신쾌속 열차가 등장하는 등 경합하는 사철 각사에 대한 대항의식이 강했다. 민영화 후에는 JR서일본 사원 사이에서도 그 의식이 한층 더 강화되었다고 한다. 특히 사고 직후에는 사원에 대한 회사의 징벌적 일근교육(日勤教育, 자세한 내용은 아래에서 설명) 실정이 보도되어 비난을 받았다.
- 사철과의 경쟁에서 이기는 것을 의식한 나머지 운전시각표가 과밀하게 계획되어 속도 향상에 의한 소요시간 단축이나 편성 증가 등 여객에게 호감을 주는 서비스나 눈앞의 이익을 우선시했다는 시각이 있다. 안전에 대해서는 개인의 경험칙에 의지하는 방법을 선호하여 신뢰성 설계(고장 안전(fail-safe))에 대한 투자가 시행되지 않았던 측면이 있다.
- 안전 설비 투자에 대한 움직임이 둔했던 배경에는 앞서 서술한 것 이외에도 한신·아와지 대지진이나 산요 신칸센 콘크리트 낙하 문제 등으로 많은 돈을 지출했던 것이나, 동일본 여객철도(JR동일본)나 도카이 여객철도(JR도카이)에 비해 수익성이 좋은 노선이 적었던 것, 적자 로컬선에 대한 공사와 그에 수반하는 낮 운휴(JR동일본과 달리 운휴시의 대체수송은 없다) 등을 들 수 있다.

### 운전시각표 측면에서의 문제
- 사고 발생 노선인 JR 후쿠치야마 선(JR 다카라즈카 선)은 한큐 전철의 주요 복수 노선(다카라즈카 본선·고베 본선·이타미 선)과 경합이 있기 때문에, 다른 경합노선에 대한 대항책과 같이 초(秒) 단위의 정시 운행을 목표로 하고 있었던 것으로 보인다.
- 원래 전체적으로 여유가 없는 운전시각표인데다 정차역이 증가했음에도 불구하고 소요시간은 운전시각표 개정 전과 같았기 때문에(초 단위로는 40초 정도 늘어났지만), 제한속도를 넘은 운행과 지연이 일반적으로 이루어지고 있었다. 이 구간뿐만이 아니라 빠른 속도로 주행하다가 정차역 직전에 강한 제동을 거는 방법이 상시 행해지고 있었다. 특히 해당 열차의 경우 다른 시간대의 열차보다 빠른 시각표(다카라즈카~아마가사키 간에서는 후쿠치야마 선의 모든 쾌속열차 중 최고속도)로 사고 발생 구간인 쓰카구치~아마가사키 간에서는 특히 그러했다. 또한 사고 조사위원회에 의한 운행 데이터 분석에 의해 다카라즈카 역을 사고 열차(당시 다카라즈카 9:03발)에 앞서 발차하는 신오사카 행 특급(당시 다카라즈카 9:02발)이 평균적으로 약 1분 정도 항상 지연된 상태로 운행되고 있었던 것이 판명되었다.

### 노선 설비상의 문제
- 해당 노선은 사고 발생 전에는 운행 편성수가 많고 속도도 비교적 높은 대도시 근교 노선임에도 불구하고 속도 대조 조사용 설비가 설치되어 있지 않았다. 해당 노선의 ATS-SW형의 경우 신호와는 독립된 속도 대조 조사 기능을 추가하여 필요개소에 지상자를 설치하면 속도초과시 긴급정지 기능이 동작된다.
- 선로 개수로 곡선반경이 작아졌다. 맨션 앞은 궤도 부지 내이지만, 이 장소는 원래 하행선만의 구간으로 상행선은 현장의 맨션을 사이에 두고 동쪽에 있었다. 그 후 JR 도자이선과의 직통에 대응한 아마가사키 역 개량에 수반하여 하행선에 병설되어 있던 아마가사키 시장 화물선 철거지 등을 이용하는 형태로 현재의 상행선이 부설되었다. 이 시점에서 신규 개업 구간인 JR 도자이선 구간에는 신형ATS(ATS-P)가 설치되어 있었지만 후쿠치야마 선은 개수구간을 포함하여 설치되지 않았다. 또한 이 커브에는 앞서 서술한 바와 같이 메이신 고속도로의 교각이 궤도 사이에 걸쳐 있기 때문에 용지의 문제로 용이하게 개량할 수 없었다. 이것을 두고 선로 개수가 안전성을 무시한 것이었다고 비판한 미디어가 있었지만 이것은 완전한 오보로 반경 300m 정도의 커브는 전 세계에 무수히 존재하고 있으며 이 곡선반경 자체가 위험한 것은 아니다(어디까지나 탈선은 속도 초과에 의한 것이다).
- 철도의 경우 곡선 구간에서 고속운전을 하기 위해 캔트(선로를 기울이는 것)를 주는데, 현장은 완화곡선장이 짧아 상한 105mm보다 적은 97mm의 캔트가 주어져 제한속도가 5Km/h 적다. 이 경우(반경 300m에 캔트 105mm(상한치)) 제한 속도는 75Km/h이다. 종전의 원칙으로는 60 km/h~65 km/h.

### 차량의 문제

#### 메커니즘 면
- 207계 7량 편성 앞 4량과 뒤 3량은 주전동기(모터)의 출력 등의 성능에 약간의 차이가 있다(앞 4량은 155 kW·뒤 3량은 200 kW).
- '사용하고 있는 철도 차량의 대차가 요댐퍼부 볼스터리스 대차(DT50·TR235)이며, 뒤틀림에 약하다'라고 철도 평론가 가와시마 료조(川島令三) 등이 지적했다. 그 뒤틀림에 의해 요댐퍼가 튀어올라 탈선했을 가능성도 있다. 게이힌 급행 전철·게이한 전기 철도·한큐 전철 등에서는 대차는 안전상 경량화해야 할 부분이 아니라고 판단하여 볼스터 앵커가 들어간 대차를 채용하고 있다.

그러나 연약지반을 끼고 있으면서도 고속운전을 하고 있는 도부 철도에서는 이미 오래전부터 볼스터리스 대차가 사용되어 왔으며, 철도 잡지 철도 저널에 철도 평론가이자 교통 연구가인 쿠보타 히로시(久保田博)에 의한 반론문이 게재되었다.
사토R&D의 대표이사 사토 쿠니히토(佐藤国仁)는 '(상기의 지적 내용은)사고시와 같은 극단적인 초과 원심력이 발생할 경우에나 문제가 되는 것이며, 볼스터리스 대차의 본질적인 구조 그 자체를 의문시하는 의견에는 동의하지 않는다'라고 전제하면서도, '대차의 스토퍼 구조상 볼스터리스 대차는 볼스터 앵커 부 대차보다 변이가 커지기 때문에 전복한계속도가 보다 낮다'라고 논하고 있다.

#### 제동 시스템 면
- 207계의 브레이크 핸들에는 상용최대제동 위치~비상제동 위치 사이에 둘 중 어느 것도 작동하지 않는 범위가 있다. 사고를 낸 1량째의 차량도 포함하여 일부 차량은 이 범위가 특히 큰 경우가 있었다.
- 브레이크 핸들의 각 놋치의 감속도가(특히 회생제동 작동시에는) 설정 기준치에 비해 과대했다.
- 차량에 따라 제동에 차이가 있으며 사고 차량의 선두차는 특별히 독특한 차량이었다는 운전사의 증언이 있다(앞 4량의 Z16 편성은 파워트랜지스터를 탑재하고 있었기 때문에 제동을 작동시키면 다른 차량과 약간 다르게 작동한다).

#### 차체 면
- 사고를 낸 207계 차량은 상대적으로 가벼운 스테인리스 강철제로 이는 보통 강철제 차량에 비해 전면(前面)충격에 강하지만 측면충격에는 약하다는 보도가 잇따랐다. (한국에서 달리는 5000호대 계열 열차도 이런 형식에 속한다. 2년 후 사고가 난 5119-5719호는 정면으로 충돌하여 큰 피해는 없었다. 5년 후 사고가 난 5175-5075호도 정면으로 충돌하였다. 역시 큰 피해는 없였다)
- 스테인리스는 녹이 발생하지 않기 때문에 경년열화(經年劣化)가 적다는 장점이 있다. 또한 207계 차량은 보통 차량에 가까운 구조로 설계되어 있어 보통 강철제 차량과의 강도 차이는 거의 없는 것으로 추측된다.
- 철도차량의 경우 정면충돌하는 경우를 상정하여 정면과 그 주변은 다른 부위에 비해 충격에 강하게 설계(맨션 1층 주차장으로 돌진하여 일부가 철판을 찢고 지하층까지 들어간 1량째도 정면은 그다지 변형되지 않고 원형을 보존하고 있었다)되어 있지만, 이번 사고의 경우 1량째를 제외하면 강도가 약한 측면으로 충돌하였으며 특히 2량째는 수직 방향으로 압축되어 피해가 커졌다.
- 2005년 12월 25일 발생한 JR 우에쓰 본선 특급 탈선전복 사고나 일본국철 시대에 제조된 보통 강철제 차량 일부가 '<' 형태로 꺾여진다는 실험결과 등을 고려할 때 차체 측면 강도에 대한 비판은 그다지 설득력이 없는 것으로 판명되었다.
- 또한 '최근 개발된 전동차의 경우 고출력의 전동기를 소수 탑재하고 부수차를 늘리는 경향이 있는데, 이것이 앞서 서술한 경량 스테인리스 차체와 함께 탈선을 촉진시킨 원인이 되었으며 이것을 피드백하여 사고 이후에 영업운전에 투입된 321계는 전동차 비율을 올렸다'는 취지의 보도도 잇따랐다. 그러나 전동차 비율을 올리는 대신 전동차 1량당 주전동기 수를 절반으로 줄이고 있는 점이나 설계·제조 시점 등을 고려하면 이러한 보도는 오보로 추측된다.

#### 보수 면
- 4년에 1번 속도계를 검사하도록 되어 있지만, 사고차량은 납차 후 한번도 검사되지 않았다. 7량째에 있던 속도계는 ＋4 km/h 의 오차가 있었다.
- 사고차량과 같은 207계의 제동관을 사용기한이 지난 후에도 계속 사용하고 있던 것이 밝혀졌다(※호스는 고무제로, 노후화에 의해 손상되면 비상제동이 체결되는 구조로 되어 있다).

### 사고 승무원의 문제
- 사고를 낸 기관사는 운전 경력 11개월에 운전 기술이나 근무 태도가 미숙했을 가능성이 있다. 이 배경에는 일본국철 분할 민영화 후의 인원 삭감이 있다. JR 서일본은 다른 JR 각사에 비해 장기간에 걸쳐 신규 채용을 실시하여 정년퇴직자가 늘어난 것을 계기로 채용자를 늘렸기 때문에 운전 기술을 가르치는 중견 및 베테랑 기관사가 적어졌다.
- 기관사는 이 사고가 일어나기 이전에도 몇 번이나 오버런을 일으켰으며 사고 당시와 마찬가지로 그 때마다 허위보고를 해 상사에게도 지적당했다. 때문에 JR서일본의 기관사 적성 판단이 타당하지 않았다는 견해도 있다.
- 시발역인 다카라즈카 역 구내로 진입할 때 ATS(자동 열차 정지 장치)가 작동하여 언더런이 발생했다. 이것을 보정하기 위해 가속한 결과 이번에는 원래의 정차 위치를 지나쳐 오버런하는 등 문제를 일으키고 있었다. 또한 같은 역에서 차장과 마주쳤을 때 차장이 2번의 실수에 대해 이유를 물어보았지만 아무 말도 하지 않았다고 한다.
- 그 후 이타미역에서 일으킨 70m 오버런에 대해 기관사가 차장에게 과주(過走)를 경감해 달라고 부탁했다. 이 무선교신 중에 승객이 차장에게 말을 걸어와 전화가 끊겼다. 이때 기관사는 차장이 화가 나 전화를 끊은 것이라고 믿어버렸을 가능성이 있다. 차장은 기관사의 부탁을 승낙하여 8m 오버런으로 축소하여 신고했다. 기관사는 사고 발생 30초 전에 오버런에 대한 운전지령소와 차장 간의 무선 연락을 청취하고 있었는데 그 내용은 이타미 역 홈 끝의 건널목 유무 확인이었지만 기관사는 지연 회복을 재촉하기 위한 무선이라고 믿어버렸을 가능성도 있다. 이 무선이 기관사에게는 심리적 압력의 하나가 되었다고도 지적되며 기록에 의하면 커브 직전임에도 불구하고 무선연락이 행해지고 있던 40초간 아무런 운전 조작이 행해지지 않았으며 사고 직전에 지령소가 기관사에게 응답을 요구하고 있어 이 무선연락에 대한 응답에 기관사가 정신을 빼앗겨 운전에 대한 집중력을 잃은 것이라는 견해도 있다. 기관사가 운전 중에 무엇인가 메모하려 하고 있었을 가능성도 있다(자세한 내용은 위에서 서술하고 있다).
- 아마가사키 역에서 JR 고베선의 열차와의 상호연락을 위해 본인의 실수에 의한 약 2분 정도의 지연을 회복하려 했던 것이 제한속도를 크게 초과하는 운전으로 연결되었던 것으로 추측된다.

#### 일근교육(日勤教育)의 문제
- 목표를 완수하지 못했을 경우, 승무원에 대해 일근교육이라고 불리는 징벌적인 처분을 취하고 있었다. 이것이 충분한 재발 방지라는 교육 효과로 연결되지 않고 오히려 승무원에 대한 압력을 증대시키고 있었다는 지적도 있다. 이 일근 교육은 사고가 일어나기 반년 전 국회의원으로부터 '중대사고를 일으킬 수도 있다'라고 추궁받은 것으로 사고 후에는 '사고의 큰 원인의 하나'로서 많은 미디어에서 다루어졌다. 사고를 낸 해당 기관사는 과거에 운전 실수 등으로 일근 교육을 3회 받았지만, 사고 직전의 행동으로 보아 어떠한 주의 장애(ADHD나 아스퍼거 증후군 등)를 가지고 있었을 가능성이 있다는 심리학상의 견지에 의한 지적도 있다.[출처 필요] 또한 해당 기관사는 사고 전년에 받은 일근 교육에서 회복운전을 하지 않았던 것을 상사에게 질책당했다는 보도도 있었다.
- 회사측으로서의 적절한 보충(채용시 사원의 적성검사나 업무 적성에 맞지 않는 사람에 대한 배치 대체등)이 빠져 있었기 때문에 또한 과거의 사례를 상세하게 분석하지 않은 결과 사고를 미리 막을 수 없었다는 견해도 있지만, 현재에 이르기까지 JR서일본의 일근교육과 사고 사이에 인과관계가 있다는 명확한 입증은 되어있지 않다. 그러나 사측은 여론으로부터의 비판을 수용하여 일근교육을 포함한 노무관리에 대해 검토를 실시할 예정이라고 발표했다.

#### 그 외의 문제
- 1991년 5월에 발생한 시가라키 고원철도의 열차와 JR서일본의 직통열차간의 정면충돌 사고(시가라키 고원철도 열차 충돌사고)에서 JR서일본이 직통운전을 하는 시가라키 고원철도에 전혀 연락하지 않은 채 신호 시스템을 바꾸는 등의 행위가 있었던 것으로 판명되었지만 형사소추는 되지 않은 채로 끝난 일이 있었다(민사소송에서 JR서일본의 과실이 인정된 것은 2004년이었다). 해당 사고와 성질은 크게 다르지만 앞서 발생한 사고에 대한 반성이 이루어지지 못한 채 다시 해당 사고를 불러일으키게 되었다는 지적이 있다.
- 사고 전동차에 JR서일본의 기관사가 2명 탑승하고 있었지만, 운전 구장의 업무 우선이나 오사카 지사장의 강연회에 출석 지시에 의해 구조활동은 하지 않았다. 다만 승무를 앞두고 있던 기관사는 그대로 출근하지 않으면 해당 선구에서 열차의 운휴 등(거기에 따르는 회사로부터의 처분이나 승객으로부터의 불평)이 발생했을 가능성이 있다. 사고 조우시에 2차 재해를 막기 위한 후속 열차에 대한 긴급정지 조치 등을 즉시 취하지 않았던 것은 사원으로서의 안전 의식이 부족한 것으로서 인근 주민에 의해 해당 조치가 실시된 것과 대비되어 논의의 대상이 되었다.
- 사고 후의 조사에서 JR서일본 관내의 ATS나 커브 등의 제한속도 설정이 잘못되어 있던 곳이 다수 확인되었다.
- 사고 전동차의 차장은 방호무선을 발보시킨 것으로 생각했지만, 장치는 정상적으로 작동하지 않았다. 긴급시에는 상용에서 비상으로 전원 스위치를 바꾸도록 지도는 받고 있었지만, 바꾸지 않으면 방호무선장치와 긴급열차방호장치가 작동하지 않는 것은 승무원에게 알려져 있지 않았다.

### 노선의 주변 환경
- 전철이 충돌한 맨션은 2002년 11월 하순에 지어졌다.
- 선로와 맨션간의 거리는 채 6m도 되지 못했다. 오오타니 아키히로(일본어: 大谷昭宏)를 시작으로 일본 국외의 미디어는 사고 당초 이것을 강하게 지적하고 있었지만, 이러한 건축물은 도시의 토지·주택 등 용지 사정으로 인하여 무수히 존재하고 있다.

## 운휴에서 운행 재개까지
이 사고에 의해 후쿠치야마 선의 다카라즈카 역 ~ 아마가사키 역 사이에서 운전이 운휴되었다. 또한 해당 노선을 경유하는 형태로 운행되고 있는 특급 열차도 일부 구간만 운행되었다. 국토교통성은 최저 조건으로서 이 구간에 ATS-P를 설치하지 않는 한 운전 재개를 인정하지 않을 방침을 밝혔다.
복구공사는 같은 해 5월 31일부터 시작되었다. 그 후 같은 해 6월 7일부터 시운전을 개시했다. 2006년 3월까지의 잠정 운전 시각표를 제출하여 같은 해 6월 19일의 시발 열차에 의해 55일만에 모든 노선에서 운행이 재개되었다.

### 대체수송
후쿠치야마 선의 운휴기간 중 후쿠치야마 선 연선인 산다·다카라즈카·가와니시·이타미 주변과 오사카·코베 주변을 묶는 경로에 대해 대체수송이 실시되었다.
대체수송이 실시된 노선에서는 사고 이전부터 있었던 기존 이용자에게도 열차·버스의 차내나 역 등이 혼잡하게 되는 등의 형태로 영향을 미쳤으며 골든 위크인 5월 9일부터는 혼잡 완화를 위해 한신 전기철도나 동 노선 방향의 노선 등이 새로 추가되었다.

### 복구공사
복구공사는 5월 30일 오전 8시부터 시작될 예정이었다. 그러나 주변 주민의 동의를 충분히 얻지 않은 채 공사를 시작하려 했다는 이유로 일부로부터 항의가 있어 오전 9시경부터 중단되었다. 이후 주민의 동의를 얻어 공사가 31일 오후부터 재개되었으며 6월 3일에 종료되었다.

### 시험 운행
6월 7일 이후에 행해졌다. 7일에는 주행시험, 8일에는 신형 ATS의 작동 시험이 행해졌다.

### 운전 재개
- 6월 19일 다카라즈카 ~ 아마가사키 간에서 운전이 재개되었다. 그러나 일부에서는 '아직 원인도 뚜렷하지 않은데 운전 재개가 무엇인가'라는 등의 반발도 있었다.
- 운전시각표는 사고 전의 것에서 크게 변경되어 쾌속 열차의 러시아워시 소요시간은 약 1분 30초 늘어난 20분이 되었다.
- 다카라즈카 ~ 아마가사키간의 최고속도는 120 km/h에서 95 km/h로, 유족이나 인근 주민에 대한 배려로 사고 발생 지점 커브의 제한속도는 70 km/h에서 60 km/h로 각각 낮춰졌다.
- 재개 다음날 저녁 현장의 커브를 통과하려던 특급열차가 속도 초과에 의해 긴급정차했다. 시기가 시기인 만큼 보도진의 눈앞에서 정차한 셈이 되었고, 속도 대조 조사 기능이 정상적으로 작동하는 것을 증명하는 꼴이 되었다. 당일 국토 교통성으로부터 주의를 받았다.

## 이후
- JR 서일본은 각 역에 사죄의 글을 게시함과 동시에 안전 대책을 강구하여 신뢰 회복을 위해 노력하고 있다는 요지의 글을 곳곳에 게시하고 있다.
- 2005년의 JR서일본의 전차구(電車區) 공개 이벤트가 전면 중지되었다.
- 2006년 3월 18일 있었던 운전시각표 개정으로 후쿠치야마 선을 포함한 JR서일본의 노선 전체의 여유 시간을 늘려 역마다 승차인원에 따라 정차시간도 10초 ~ 1분 정도 연장되었다. 또한 그에 따라 승무원이나 차량이 부족하게 됨에 따라 동사의 노선 전체에서 140개의 열차가 삭감되었다. 또한 2009년 3월 14일 시각 개정으로 막차 시간 단축이 실시되었다.
- 이 사고 후에 등장한 321계 전동차의 차체의 색이 당초 예정되어 있던 파랑 2색에서 감색·오렌지 계열의 배색으로 변경되었다. 또한 사고 차량과 같은 207계도 이와 같이 배색 변경된 차량의 영업 운전이 시작되어 2006년 3월까지 대상 차량 전부 도장 변경이 완료되었다.
- 보도나 현장 등에서는 '안전대책은 나아지고 있지 않다'라는 소리도 뿌리깊었다.
- 사고 1주년을 맞이하는 2006년 4월 25일부터 NPO 법인 '시민 사무국 카와니시'의 주최로 명함 크기의 카드로 붙인 파란색 리본 2만개가 배포되었다.
- 2006년 4월 25일에 행해진 추도식전에서는 희생자 107명중 106명이 추도 대상이 되었으며 사고열차의 기관사가 추도 대상에서 제외되었다.
- 추도식전 전후 며칠간, 피해자나 유족에게 사고현장인 맨션 내의 충돌 부분이 공개되었다. 또한 맨션내에 안치된 지장보살이 일반용으로 공개되었다.

## 보상 문제
JR서일본은 전철이 충돌한 맨션을 매입하여 위령비를 세우는 것과 함께 현장 보존을 검토하고 있다고 발표했다. 맨션의 주민 중에는 매입을 바라지 않는 사람도 있었지만 맨션 구입시의 가격으로 매입한다는 조건 등으로 2006년 4월까지 보상 교섭은 거의 종료되었다.
또한 JR 서일본은 유족에게 생활비도 임시로 지불했지만, 이것은 사고 발생 수개월 후 중지되었다.

## 연선에 끼친 영향
운휴가 무려 2개월 동안 지속되었기 때문에, 역 주변 상가의 이용자가 격감하여 영업시간 단축·휴업에 의해 매상이 줄어들었다. 후쿠치야마 선 역 주변의 상가가 경영난에 빠져 폐점할 우려가 있다고 보도되었다.

## 서일본여객철도의 인사에 끼친 영향
사고가 너무 심각했기 때문에 경영진의 인책 사임은 불가피한 것으로 여겨졌지만 후계인사는 난항을 겪었다. 결국 2006년 2월 1일자로 미나미타니 쇼지로회장과 카키우치 츠요시 사장이 퇴임하고 야마자키 마사오 부사장이 사장으로 승격되었다. 외부(스미토모 전기공업)로부터 고문으로 구라우치 노리타카를 맞이하게 되었다. 덧붙여 상담역이자 국철 민영화의 주인공으로서 JR서일본에 대한 영향력이 강했던 이데 마사타카도 물러났다. 그러나 그 후에 이데 마사타카나 당시의 오사카 지사장인 하시모토 히카루 등 사고에 의해서 인책 사임한 10명이 JR서일본 자회사의 간부로 낙하산 인사로서 임명되고 있었던 것이 밝혀져 유족이 강하게 반발했다.
이데는 아사히 신문과의 인터뷰에서, '일근교육'에 대한 기자의 질문에 "실수를 한 사람에게 제대로 교육을 하는 것은 당연하고, 그것이 몇번이나 계속되는 사람에게 승무를 내려주는 것도 당연하지 않은가."라고 말했다. 한편 사고 당일 사원이 볼링이나 골프를 하고 있던 것 등이 차례로 발각된 일에 대해 "한때 국철이 가지고 있던 악습이 부활했다고 생각했다. 그러한 것을 완전하게 철거할 수 없었던 것에 대해서는 나에게도 책임이 있다"라고 말했다.

## 개인정보 보호법에 끼친 영향
이 해 4월 1일 일본에서 개인정보 보호법이 시행된 직후에 발생한 사고였기 때문에 '부상자에 관한 개인정보를 가족에게 제공해도 되는 것인가'로 현장(병원이나 JR서일본)이 혼란을 겪었다. 후유족이나 매스컴의 비판을 의식한 일본 후생노동성은 법률상의 결론으로 인명과 관계되는 경우(동의 없는) 개인정보 제공은 적법하지만, 현장 수준에서는 그 취지가 충분히 주지되어 있지 않았기 때문에 위축 효과에 의해 '(개인정보는) 알려주지 않는 것이 무난하다'는 판단을 내렸다.

## 보도에 대해
- 사고 직후의 매스미디어의 보도는 JR서일본 사원의 일부 행동(일근교육 문제·구명활동에 참가하지 않은 것 등)을 비판하는 것이 많았지만, 점차 JR서일본 자체에 대한 비판으로 변해갔으며 사고 재발 방지를 위한 보도와의 괴리도 보이기 시작했다.
- 운전시각표 측면의 문제를 지적하는 보도에서 후쿠치야마 선을 '과밀 시각표'라고 보도하는 미디어가 끊이지 않았다. 이에 대해 실제로 여유시간이 적기는 했지만 일본의 다른 노선에 비해 열차 개수로 과밀이라고 하기에는 어려운 부분도 있다는 지적도 있다.
- 사고 당일 사원이 구조나 한신·아와지 대지진 이래의 대기체제인 '제1종 A체제'를 우선하지 않고, 시간이 흐름에 따라 사고의 규모가 판명되고 희생자가 증가하고 있는데도 볼링대회 등의 친목행사를 취소하지 않고 무엇을 했는지 지적하여 사고를 일으킨 회사의 사원으로서의 자각이나 사고의 원인 구명·재발 방지를 소홀히 하고 있지 않은가에 대해 비판하는 보도도 있었다.
- 이 사고를 계기로 전국 각지에서 잇따른 사건과 인시던트(사고를 일으킬 위험성이 높은 일이었지만 실제로는 사고가 되지 않았던 것)가 연일 보도되고 있다.
- 이 사건 이후, 철도 관련으로 큰 사고가 있으면 이른바 하인리히의 법칙에 근거해 '인간은 누구나 실수를 하기 때문에, 실수를 해도 대참사가 되지 않도록 안전장치 설치를 적극적으로 추진해야 한다' '안전기준을 높여야 한다(명확한 안전기준을 마련해야 한다)'는 등의 보도가 잦아졌다.

## 같이 보기
- 탈선